# Lipotriches brachysoma
Lipotriches brachysoma är en biart som först beskrevs av August Schletterer 1891.  Lipotriches brachysoma ingår i släktet Lipotriches och familjen vägbin. Inga underarter finns listade i Catalogue of Life.